# فهرست گل‌های ملی هنریخ مخیتاریان

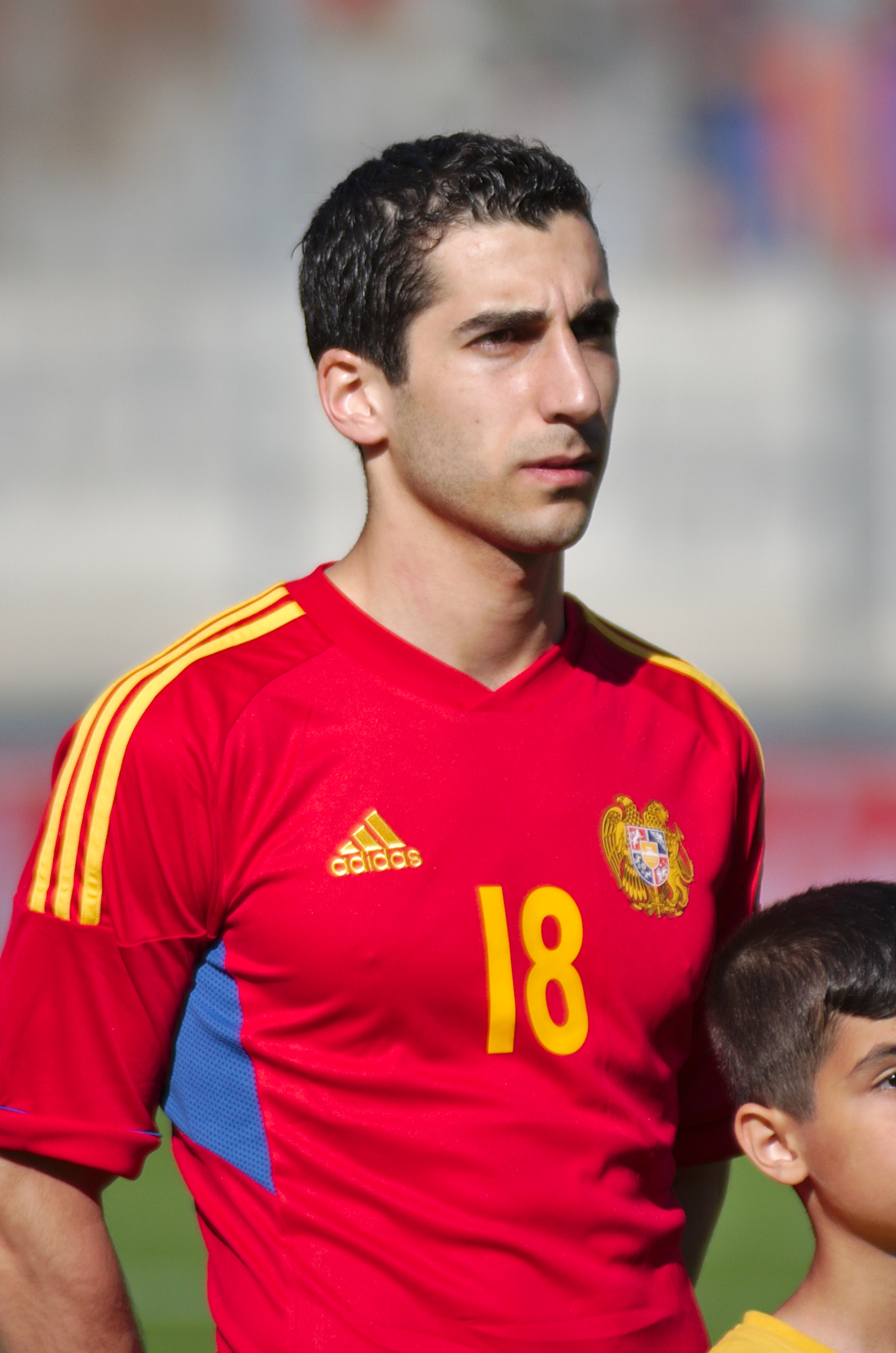
مخیتاریان در جریان بازی ارمنستان در مقابل الجزایر در تاریخ ۳۱ مه ۲۰۱۴

هنریخ مخیتاریان بازیکن تیم ملی فوتبال ارمنستان می‌باشد که از سال ۲۰۰۷ تا سال ۲۰۲۱ در ۹۵ در ترکیب این تیم حضور داشته‌است و ۳۲ گل ملی نیز به ثمر رساند. وی شش مرتبه به عنوان بازیکن فوتبال سال ارمنستان برگزیده شده‌است. وی همچنین با زدن ۳۲ گل رکورد بیشتر گل ملی در تاریخچه تیم ملی فوتبال ارمنستان را در اختیار دارد. در تاریخ ۱۵ اکتبر ۲۰۱۳ در مرحله مقدماتی جام جهانی فوتبال در تساوی برابر با تیم ملی فوتبال ایتالیا رکورد پیشین را که در اختیار آرتور پتروسیان بود شکست
در تاریخ ۲۹ مه ۲۰۱۶ در ایالات متحده آمریکا با زدن سه گل در بازی مقابل گواتمالا که در نهایت با برتری ۷–۱ ارمنستان به پایان رسید اولین هت تریک در تاریخ تیم ملی فوتبال ارمنستان را به ثبت رساند.

## گل‌های بین‌المللی
«گل زده» نتیجهٔ مسابقه را پس از گل مخیتاریان نمایش می‌دهد. گل‌های تیم ملی فوتبال ارمنستان در سمت راست آمده‌اند.
| شماره | تاریخ          | ورزشگاه                                               | جام | حریف              | گل زده | نتیجه | رقابت                               | منبع   |
| ----- | -------------- | ----------------------------------------------------- | --- | ----------------- | ------ | ----- | ----------------------------------- | ------ |
| ۱.    | ۲۸ مارس ۲۰۰۹   | ورزشگاه جمهوریت وازگن سارگسیان، ایروان، ارمنستان      | ۹   | استونی            | ۱–۰    | ۲–۲   | مرحله مقدماتی جام جهانی فوتبال ۲۰۱۰ | [ ۱۱ ] |
| ۲.    | ۲۵ مه ۲۰۱۰     | ورزشگاه جمهوریت وازگن سارگسیان، ایروان، ارمنستان      | ۱۵  | ازبکستان          | ۱–۰    | ۳–۱   | بازی دوستانه                        | [ ۱۲ ] |
| ۳.    | ۸ اکتبر ۲۰۱۰   | ورزشگاه جمهوریت وازگن سارگسیان، ایروان، ارمنستان      | ۱۸  | اسلواکی           | ۳–۱    | ۳–۱   | مرحله مقدماتی جام ملت‌های اروپا ۲۰۱۲ | [ ۱۳ ] |
| ۴.    | ۱۲ اکتبر ۲۰۱۰  | ورزشگاه جمهوریت وازگن سارگسیان، ایروان، ارمنستان      | ۱۹  | آندورا            | ۲–۰    | ۵–۰   | مرحله مقدماتی جام ملت‌های اروپا ۲۰۱۲ | [ ۱۴ ] |
| ۵.    | ۲ سپتامبر ۲۰۱۱ | ورزشگاه عمومی آندورا لا ولا، آندورا لا ولا، آندورا    | ۲۴  | آندورا            | ۳–۰    | ۳–۰   | مرحله مقدماتی جام ملت‌های اروپا ۲۰۱۲ | [ ۱۴ ] |
| ۶.    | ۶ سپتامبر ۲۰۱۱ | ورزشگاه پود دوبنوم، ژیلینا، اسلواکی                   | ۲۵  | اسلواکی           | ۲–۰    | ۴–۰   | مرحله مقدماتی جام ملت‌های اروپا ۲۰۱۲ | [ ۱۴ ] |
| ۷.    | ۷ اکتبر ۲۰۱۱   | ورزشگاه جمهوریت وازگن سارگسیان، ایروان، ارمنستان      | ۲۶  | مقدونیه شمالی     | ۳–۱    | 4–1   | مرحله مقدماتی جام ملت‌های اروپا ۲۰۱۲ | [ ۱۴ ] |
| ۸.    | ۱۱ اکتبر ۲۰۱۱  | ورزشگاه آویوا، دوبلین، جمهوری ایرلند                  | ۲۷  | جمهوری ایرلند     | ۱–۲    | ۱–۲   | مرحله مقدماتی جام ملت‌های اروپا ۲۰۱۲ | [ ۱۴ ] |
| ۹.    | ۱۲ اکتبر ۲۰۱۲  | ورزشگاه جمهوریت وازگن سارگسیان، ایروان، ارمنستان      | ۳۴  | ایتالیا           | ۱–۱    | ۱–۳   | مرحله مقدماتی جام جهانی فوتبال ۲۰۱۴ | [ ۱۴ ] |
| ۱۰.   | ۱۴ نوامبر ۲۰۱۲ | ورزشگاه جمهوریت وازگن سارگسیان، ایروان، ارمنستان      | ۳۵  | لیتوانی           | ۳–۰    | ۴–۲   | دوستانه                             | [ ۱۴ ] |
| ۱۱.   | ۱۱ ژوئن ۲۰۱۳   | ورزشگاه پارکن، کپنهاگ، دانمارک                        | ۳۹  | دانمارک           | ۴–۰    | ۴–۰   | مرحله مقدماتی جام جهانی فوتبال ۲۰۱۴ | [ ۱۴ ] |
| ۱۲.   | ۱۵ اکتبر ۲۰۱۳  | ورزشگاه سن پائولو، ناپل، ایتالیا                      | ۴۳  | ایتالیا           | ۲–۱    | ۲–۲   | مرحله مقدماتی جام جهانی فوتبال ۲۰۱۴ | [ ۱۴ ] |
| 13.   | ۲۷ مه ۲۰۱۴     | ورزشگاه دو لا فونتنته، کروژ، سوئیس                    | ۴۵  | امارات متحدهٔ عربی | ۲–۱    | ۴–۳   | دوستانه                             | [ ۱۴ ] |
| ۱۴.   | ۲۷ مه ۲۰۱۴     | ورزشگاه دو لا فونتنته، کروژ، سوئیس                    | ۴۵  | امارات متحدهٔ عربی | ۳–۲    | ۴–۳   | دوستانه                             | [ ۱۴ ] |
| ۱۵.   | ۶ ژوئن ۲۰۱۴    | ورزشگاه اپل آرنا، ماینتس، آلمان                       | ۴۷  | آلمان             | ۱–۱    | ۱–۶   | دوستانه                             | [ ۱۴ ] |
| ۱۶.   | ۷ سپتامبر ۲۰۱۴ | Parken Stadium, کپنهاگ، دانمارک                       | ۴۹  | دانمارک           | ۱–۰    | ۱–۲   | مرحله مقدماتی جام ملت‌های اروپا ۲۰۱۶ | [ ۱۴ ] |
| ۱۷.   | ۲۹ مه ۲۰۱۶     | ورزشگاه استاب هاب سنتر، لس آنجلس، ایالات متحده آمریکا | ۵۸  | گواتمالا          | ۱–۱    | ۷–۱   | دوستانه                             | [ ۱۴ ] |
| ۱۸.   | ۲۹ مه ۲۰۱۶     | ورزشگاه استاب هاب سنتر، لس آنجلس، ایالات متحده آمریکا | ۵۸  | گواتمالا          | ۴–۱    | ۷–۱   | دوستانه                             | [ ۱۴ ] |
| ۱۹.   | ۲۹ مه ۲۰۱۶     | ورزشگاه استاب هاب سنتر، لس آنجلس، ایالات متحده آمریکا | ۵۸  | گواتمالا          | ۵–۱    | ۷–۱   | دوستانه                             | [ ۱۴ ] |
| ۲۰.   | ۲۶ مارس ۲۰۱۷   | ورزشگاه جمهوریت وازگن سارگسیان، ایروان، ارمنستان      | ۶۲  | قزاقستان          | ۱–۰    | ۲–۰   | مرحله مقدماتی جام جهانی فوتبال ۲۰۱۸ | [ ۱۴ ] |
| ۲۱.   | ۴ ژوئن ۲۰۱۷    | ورزشگاه جمهوریت وازگن سارگسیان، ایروان، ارمنستان      | ۶۳  | سنت کیتس و نویس   | ۲–۰    | ۵–۰   | دوستانه                             | [ ۱۴ ] |
| ۲۲.   | ۴ ژوئن ۲۰۱۷    | ورزشگاه جمهوریت وازگن سارگسیان، ایروان، ارمنستان      | ۶۳  | سنت کیتس و نویس   | ۳–۰    | ۵–۰   | دوستانه                             | [ ۱۴ ] |
| ۲۳.   | ۸ اکتبر ۲۰۱۷   | ورزشگاه آستانه آرنا، نورسلطان، قزاقستان               | ۶۸  | قزاقستان          | ۱–۰    | ۱–۱   | مرحله مقدماتی جام جهانی فوتبال ۲۰۱۸ | [ ۱۴ ] |
| ۲۴.   | ۹ نوامبر ۲۰۱۷  | ورزشگاه جمهوریت وازگن سارگسیان، ایروان، ارمنستان      | ۶۹  | بلاروس            | ۲–۰    | ۴–۱   | دوستانه                             | [ ۱۴ ] |
| ۲۵.   | ۱۳ نوامبر ۲۰۱۷ | ورزشگاه جمهوریت وازگن سارگسیان، ایروان، ارمنستان      | ۷۰  | قبرس              | ۳–۱    | ۳–۲   | دوستانه                             |        |
| ۲۶.   | ۱۶ اکتبر ۲۰۱۸  | ورزشگاه جمهوریت وازگن سارگسیان، ایروان، ارمنستان      | ۷۸  | مقدونیه شمالی     | ۴–۰    | ۴–۰   | 2018–19 UEFA Nations League D       |        |
| ۲۷.   | ۲۳ مارس ۲۰۱۹   | Stadion Grbavica, سارایوو، بوسنی و هرزگوین            | ۸۱  | بوسنی و هرزگوین   | ۱–۲    | ۱–۲   | UEFA Euro 2020 qualifying           |        |
| ۲۸.   | ۸ سپتامبر ۲۰۱۹ | ورزشگاه جمهوریت وازگن سارگسیان، ایروان، ارمنستان      | ۸۶  | بوسنی و هرزگوین   | ۱–۰    | ۴–۲   | UEFA Euro 2020 qualifying           |        |
| ۲۹.   | ۸ سپتامبر ۲۰۱۹ | ورزشگاه جمهوریت وازگن سارگسیان، ایروان، ارمنستان      | ۸۶  | بوسنی و هرزگوین   | ۲–۱    | ۴–۲   | UEFA Euro 2020 qualifying           |        |

## آمار
| سال   | بازی | گل |
| ----- | ---- | -- |
| ۲۰۰۷  | ۲    | ۰  |
| ۲۰۰۸  | ۵    | ۰  |
| ۲۰۰۹  | ۷    | ۱  |
| ۲۰۱۰  | ۵    | ۳  |
| ۲۰۱۱  | ۸    | ۴  |
| ۲۰۱۲  | ۸    | ۲  |
| ۲۰۱۳  | ۸    | ۲  |
| ۲۰۱۴  | ۷    | ۴  |
| ۲۰۱۵  | ۶    | ۰  |
| ۲۰۱۶  | ۵    | ۳  |
| ۲۰۱۷  | ۹    | ۶  |
| ۲۰۱۸  | ۱۰   | ۱  |
| ۲۰۱۹  | ۶    | ۳  |
| ۲۰۲۰  | ۲    | ۱  |
| ۲۰۲۱  | ۷    | ۲  |
| مجموع | ۹۵   | ۳۲ |

| نوع رقابت                | بازی | گل |
| ------------------------ | ---- | -- |
| دوستانه                  | ۳۴   | ۱۲ |
| مقدماتی جام ملت‌های اروپا | ۲۳   | ۱۰ |
| مقدماتی جام جهانی فوتبال | ۳۰   | ۸  |
| لیگ ملت‌های اروپا         | ۸    | ۲  |
| مجموع                    | ۹۵   | ۳۲ |